# Fischingen (Baden)
Fischingen es un municipio en la ladera occidental de la región vinícola del monte Läufelberg en el extremo suroeste de Alemania cerca de la frontera con Francia y Suiza a una altitud media de 280 m s. n. m. Tiene unos 700 habitantes.

## Enlaces
- Wikimedia Commons alberga una categoría multimedia sobre Fischingen.
- Sitio web de Fischingen